# Estadio Héroe de Nacozari
Estadio Héroe de Nacozari − wielofunkcyjny meksykański stadion, wykorzystywany głównie do rozgrywania meczów piłkarskich, zlokalizowany w mieście Hermosillo, w stanie Sonora. Może pomieścić 22,000 widzów. Arena została otwarta w 1985 roku i obecnie jest domowym stadionem dwóch zespołów: drugoligowego Guerreros FC i trzecioligowego Búhos de Hermosillo.
Nazwa stadionu, Héroe de Nacozari (Bohater Nacozari), nawiązuje do przydomku Jesúsa Garcíi, który zginął, ratując przed pożarem miasteczko Nacozari.